# 916
Năm 916 là một năm trong lịch Julius.